# Pastures del Zambeze Occidental
Les pastures del Zambeze Occidental és una ecoregió de praderies, sabanes i matollars tropicals i subtropicals de Zàmbia oriental i parts adjacents d'Angola.

## Configuració
Els pastures del Zambeze occidental es troben en àrees de sòl sorrenc nord i sud de la planura inundada Barotse a l'est de Zàmbia. Es caracteritzen per sòls sorrencs i profunds, pobres en nutrients que estan negades durant l'estació plujosa, i arriben a ser molt seques durant l'estació seca. S'entrellacen amb l'ecoregió de la Forest seca zambiana de Cryptosepalum, que es troba en sòls similars en elevacions lleugerament més altes amb un millor drenatge. Les ecoregions circumdants són la prada inundada del Zambeze de la plana inundada Barotse, els boscos de miombo d'Angola al nord-oest, el boscos de miombo del Zambeze Central al nord-est i est, i els boscos de Zambeziana Baikiaea a l'est i al sud.